# Aster Blistok
Aster Blistok (u francuskom izvorniku Le Vagabond des Limbes) serija je znanstveno-fantastičnih stripova.

## Podatci o autorima
Autor scenarija za strip je Christian Godard, crtač Julio Ribera, a bojanja su radili Jean-Jacques Chagnaud i Claudine Pinet.
Autori stripa, scenarist Christian Godard i crtač Julio Ribera upoznaju se u Parizu i 1974. godine počinju rad na Asteru Blistoku, u izvorniku Axel Moonshine. Na prostoru Hrvatske i Jugoslavije prva se epizoda pojavljuje 1977. godine u EKS Almanahu, koji izdaje i sljedeće tri, a od pete do 13. epizode, serijal objavljuje Stripoteka. Kasnije izlaze dva albuma u boji (br. 16 i 17), te pet piratskih albuma u kojima se dolazi do 25. epizode. Jedan od ovih albuma sadrži i reprize prve četiri epizode i to se pokazalo kao koristan potez za kolekcionare, jer su epizode iz EKS Almanaha, zbog svoje rijetkosti, svojevremeno dostigle astronomske cijene. U međuvremenu, Stripoteka nastavlja s izdavanjem gdje je prestala.
Crtež Julia Ribere uvelike je zaslužan za popularnost stripa i nema savršen crtež kao npr. Giraud ili Rosinski, primjetne su razlike u kvaliteti od table do table, lagana statičnost likova i slično. Maštovitost koju Ribera posjeduje anulira sve njegove nedostatke. Karakteristično za njegov crtež je kontrastiranje linijskog crteža s mračnim slikama. Zbog toga je Aster Blistok prvenstveno crno - bijeli strip, iako je i u boji dobar. Također, prisutno je kontrastiranje lijepog i ružnog, bilo da se radi o krajolicima ili o likovima. 

## Sadržaj
Danas, nakon bezbroj epizoda Zvjezdanih staza, znanstvena fantastika nas je navikla na brojna tehnička čuda, tako da biti originalan nije više jednostavno kao što je to bilo 1970-ih godina. Međutim, Aster Blistok ima jednu stvar jedinstvenu i u tom pogledu - Srebrni Delfin. Konstruirao ga je Korijan, Asterov tajanstveni otac, i nitko u svemiru ne pozna sve njegove mogućnosti. Zeleni proplanak (omiljeno Maskijevo mjesto), umjetno sunce (na nešto slično nailazi se u Zagorovoj epizodi "Demoni ludila"), fluidnost i promjene oblika, dvorane odjeka, skrivene odaje... nisu ono što se očekuje od najmoćnijeg broda svih vremena. Sve je tu osobno i posebno, brod je postao svijet u malom koji se prilagođava svome vlasniku, bio on Aster ili Korijan, te se postavlja pitanje da li je brod možda živ. Postoji, naravno i Zlatni delfin, brod kojeg je Korijan izgradio za Veliki zbor, naizgled su potpuno isti, ali na njemu nema tajni i "friziranja" koja su ugrađena tijekom godina koje je na Srebrnom delfinu proveo njegov konstrukotor. U sceni kada Purpurna garda puca na Srebrnog Delfina, Maski kaže Asteru: "Glupani, uzalud troše streljivo. Povećaj brzinu Astere, da ih više ne gledamo."

## Podatci o junacima iz stripa
Ovaj strip ima tri glavna lika, Aster, Maski i Himera. Kako serijal odmiče Maski i Himera se stapaju u jedan lik i Himeru se više ne susreće. Od stalnih likova tu su još i Korijan, Vrhovni Medijat, princ Vječnosti (Maskijev otac), android profesor Mat Gamon i naravno, Muski, Maskijeva sestra, koja je ključni lik za nastavak priče. Svijet u kojem se radnja događa je paralelan ovom našem, tj. radnja se događa u sadašnjosti, ali u drugoj dimenziji. Naša stvarnost je za Astera san i obrnuto. Ova dva svijeta ne smiju se miješati i Veliki Zbor, koji vlada univerzumom, izričito zabranjuje prelazak granice snova. Aster je bivši mirovnik Velikog Zbora, čovjek koji je kršeći 13. zapovijed odbacio sve da bi pronašao svoju opsesiju, ženu koju upoznaje u snu - Himeru. On nije tipičan stripovski junak, ali ni antijunak, ne vodi se uzvišenim idejama, sebičan je i spreman riskirati cijeli svemir zbog osobnih ciljeva. Zaslijepljen strašću ne vidi da je cilj njegove potrage cijelo vrijeme uz njega, ili možda u njemu. Maski je stoljetno dijete, zamrznuto u stadiju trinaestogodišnjeg dječaka/djevojčice i središnja je ličnost serijala. On pripada vrsti Eternauta i može odabrati spol kada nađe osobu zbog koje želi ostariti. Dizajn njegovog kostima toliko je specifičan da ga sigurno pamte i oni koji su u životu pročitali samo jednu epizodu.
Uz neuspješne pokušaje pronalaženja Himere, prati se i proces Maskijeve metamorfoze. Potraga za snom postaje potraga za vlastitim identitetom. Iako je Maski biološki, tj. seksualno neodređen, on (ona) zna što hoće, za razliku od Astera koji je zbunjen i djeluje izgubljeno. Maskijev temperament i oštre, sarkastične opaske kojima zadire u srž stvari, te njegovo pretvaranje u ženu, vrhunac su i središte prvog dijela serijala. Ovdje bi trebalo napomenuti da se većina ljubitelja Astera Blistoka slažu u tome da bi bilo bolje da je serijal završen zaključno s 12. epizodom. Primjedbe koje Maski daje gledajući zapis Asterovih snova (1. epizoda) otkrivaju stav autora prema našem svijetu. Naime, Aster sanja da je sudionik zemaljskog rata, obučen je u uniformu i prolazi kroz kaos tenkova i zrakoplova. Maskijev je komentar sljedeći: "Zar Aster misli kako je i ovakav svijet moguć? Da se ovakav svijet negdje odvija? Bilo gdje? Pričam ti priču... Reći ću vam svoje mišljenje profesore, ovakvi idioti ne postoje. Ukratko, ružan i apsurdan san. Koje dugme briše sve te grozote?"
Izmišljeni svjetovi kroz koje Aster i Maski prolaze su karikirane preslike naše stvarnosti, parafraze i parabole zajedničke nam povijesti i kulturne baštine. Primjena postmodernih principa je na visokoj razini. Svega tu ima: Alice u zemlji čudesa, Orwella / Zamjatina, biblijskih motiva, Philip K. Dicka, Adamsovog Vodiča kroz galaksiju za autostopere, povijesnih ličnosti, citata iz filmova... ali uvijek dodajući novu dimenziju preuzetim predlošcima. Prenaglašena reklama je čest motiv koji autori koriste. Vjerojatno nisu mogli ni pretpostavit kako će njihova pretjerivanja tako brzo postati stvarnost. U epizodi "U središtu Amniota" radnja se odvija na planeti koja se namjerno održava u konstantnom ratnom sukobu. Kada središnje računalo objašnjava sve blagodati rata i smisao koji on unosi u ljudske živote, ne možemo ne priznati logiku. Naravno, Aster i Maski zaključuju da je računalo prolupao, vjerojatno zbog toga što za njihov svijet to nije istina. Erotika je bitan element Astera Blistoka i utkana je u cijeli serijal, a njena primjena je nestandardna, pogotovo u scenama razuzdanog, "monstrumskog" seksa.

## Izdanja
- 1. : Lutalica u limbu (1975.)
- 2. : Carstvo crnih sunaca (1976.)
- 3. : Lešinari iz svemira (1976.)
- 4. : Demoni nepokretnog vremena (1978.)
- 5. : Vrhovni alkemičar (1979.)
- 6. : Koja stvarnost, tata? (1980.)
- 7. : Rat Bonki (1981.)
- 8. : Za tri zrna vječnosti (1981.)
- 9. : Djevičanski labirint (1982.)
- 10. : Krajnji predator (1983.)
- 11. : Kohmova maska (1984.)
- 12. : Vukovi Kohma (1985.)
- 13. : Dijete-kralj Onrodyna (1986.)
- 14. : Mala ljubavnica (1987.)
- 15. : Vrijeme proroka (1988.)
- 16. : Zvjezdana kockarnica (1988.)
- 17. : Dobitna kombinacija (1989.)
- 18. : Krijumčari iz budućnosti (1989.)
- 19. : Tramvaj zvani ludilo (1990.)
- 20. : Izvjesni gospodin KO (1990.)
- 21. : Deponij (1990.)
- 22. : Usamljenik (1992.)
- 23. : Okončanje (1993.)
- 24. : Muskie, ponovo i uvijek... (1995.)
- 25. : Mali klon (1996.)
- 26. : Točka bez povratka (1997.)
- 27. : Svijet naopako (1998.)
- 28. : Karneval animonstresa (1999.)
- 29. : Pomirenje (2000.)
- 30. : Povratak na Xantl (2001.)
- 31. : Planet čuda (2003.)